# Museo d'arte contemporanea del castello di Rivoli
Il Museo d'arte contemporanea Castello di Rivoli  è un museo italiano dedicato all'arte contemporanea. Ha sede nella residenza sabauda del castello di Rivoli, a Rivoli, nell'area metropolitana di Torino.
L'attività del museo è stata inaugurata il 18 dicembre 1984 con la mostra Ouverture, curata dall'allora direttore Rudi Fuchs. La mostra comprendeva opere realizzate da artisti esponenti dell'arte concettuale, del minimalismo, della Land Art, dell'arte povera e della transavanguardia, ed era pensata come modello ideale per una collezione permanente da costituirsi tuttavia solo successivamente, a partire dagli anni novanta.
Francesco Manacorda è Direttore del museo dal 1 Gennaio 2024, dopo la dottoressa Carolyn Christov-Bakargiev in carica dal 2016 al 2023.

## Contributo della Regione Piemonte
Il primo nucleo della collezione del Museo ha visto la luce grazie alle numerose donazioni fatte da artisti e sostenitori pubblici e privati. Il primo artista a donare un'opera al museo è stato l'artista Sol LeWitt che nel 1991, scelta una sala del castello, vi ha realizzato una grande installazione tuttora visibile al primo piano.
È grazie ai contributi erogati dalla Regione Piemonte, soggetto fondatore e promotore del museo, che si è resa possibile la creazione di un fondo per acquisizioni.
La Cassa di Risparmio di Torino è poi entrata a far parte della compagine sociale del sito museale nel 1988 come Banca CRT.

## Il Progetto Arte Moderna e Contemporanea - CRT
Nel 1991 è stata quindi costituita la Fondazione CRT che nel 2001 ha dato vita al Progetto Arte Moderna e Contemporanea - CRT, grazie al quale vengono stanziati importanti fondi per l'acquisizione di opere destinate a incrementare le collezioni permanenti della GAM - Galleria civica d'arte moderna e contemporanea di Torino e del Museo d'Arte Contemporanea del castello di Rivoli.
Il Castello di Rivoli, già dimora di delizia dei Savoia, da un trentennio è il museo d'arte contemporanea più importante d'Italia. La collaborazione tra direzione artistica e i massimi artisti dell'oggi fa sì che le opere esposte siano pensate proprio per le vari sale del Museo.
Entrano così a far parte della collezione del museo due importanti nuclei di lavori storici di Arte povera e Transavanguardia italiana.
Dal 2001 la Galleria civica e il museo collaborano tra loro in un'ottica di complementarità. Mentre la GAM concentra la propria collezione su opere che coprono i due decenni degli anni cinquanta e anni sessanta, il museo possiede una collezione di opere che vanno dalla fine degli anni sessanta agli anni duemila.
La Fondazione CRT aiuta l'arricchimento delle collezioni del Castello di Rivoli e della GAM attraverso un programma di acquisizioni in partnership con Artissima, la fiera d'arte di Torino.  Durante l'edizione del 2023, sotto la direzione di Patrizia Sandretto Re Rebaudengo, le opere da acquisire e donare alle istituzioni sono state scelte da un comitato scientifico formato da personalità di spicco del mondo dell'arte come il curatore Hans Ulrich Obrist, il Direttore del Museo nacional centro de arte reina Sofia Manuel Segade Lodeiro e il curatore Vicente Todolì.

## Collezione permanente
La ricca collezione permanente del Castello di Rivoli comprende artisti di varie correnti come Arte Concettuale e Minimalismo (Donald Judd, Bruce Nauman, Sol LeWitt, James Lee Byars ), Land Art (Richard Long, Hamish Fulton), Arte Povera (Alighiero Boetti, Mario Merz, Marisa Merz, Michelangelo Pistoletto, Gilberto Zorio, Emilio Vedova, Giulio Paolini) e Transavanguardia (Sandro Chia, Francesco Clemente).
Altri importanti artisi presenti nella collezione permanente sono Thomas Hirschhorn, Dennis Oppenheim, Helmut Newton, Sadie Benning, Stan Vanderbeek, Fluxus, Pia Stadtbäumer, Massimo Bartolini, Nam June Paik, Yvonne Rainer, Wolfgang Tillmans, le cui opere sono inserite nelle sale in dialogo con le architetture degli ambienti storici del Castello.
Inoltre, la collezione permanente comprende, ad esempio, due opere del 1997 di Maurizio Cattelan: la discussa e provocatoria Novecento, che evoca la tensione frustrata rispetto alle potenzialità (anche in riferimento all'insensatezza delle guerre del XIX secolo, che debilitano l'uomo allontanandolo dalla propria evoluzione), emblematicamente rappresentata da un cavallo, simbolo di forza, imbalsamato ed appeso, e l'inquietante Charlie don't surf. Il tema delle emozioni suscitate dalla guerra ricorre nelle collezioni, come anche nell'opera di Rebecca Horn "Cutting Through the Past", ed altre.
Dal 6 luglio 2023 entra a far parte della collezione permanente l'opera di Mike Winkelmann, alias Beeple, dal nome "FTX BOARD MEETING, DAY #5676 11.13.2022" grazie a una donazione da parte dell'artista stesso. L'opera si compone di un NFT (non-fungible token) e di una versione identica in olio su tela. L'opera, considerata estremamente irriverente e provocatoria, ha come unico soggetto l'uomo d'affari americano Sam Bankman-Fried e la vicenda legale che lo ha coinvolto nel dicembre 2022 (l'imprenditore è stato arrestato per bancarotta fraudolenta e truffa aggravata). L'opera Novecento di Cattelan e quella di Beeple sono poste in dialogo essendo esposte nella stessa sala, creando un forte impatto nel visitatore.

### Opere
- Venere degli stracci di Michelangelo Pistoletto

## Esposizioni temporanee dal 1984 a oggi
- Ouverture. Arte Contemporanea dal 19 dicembre 1984
- Giovanni Anselmo - Richard Long - Per Kirkeby dicembre 1984 – marzo 1985
- Bernd & Hilla Becher. Fördertürme - Chevalements - Mineheads - Castelletti di estrazione 12 luglio – 25 agosto 1985
- Rennweg. Christian Ludwig Attersee - Gunter Brus - Hermann Nitsch - Walter Pichler - Arnulf Rainer 25 ottobre – 1 dicembre 1985
- Gilbert & George. Death - Hope - Life – Fear dal 24 ottobre 1985
- Nicola De Maria. Cinque o sei lance spezzate a favore del coraggio e della virtù dal 18 dicembre 1985
- Il museo sperimentale di Torino. Arte italiana degli anni Sessanta nelle collezioni della Galleria Civica d'Arte Moderna dicembre 1985 – febbraio 1986
- Frank O. Gehry 26 marzo – 11 maggio 1986
- Modus Vivendi. Ulay & Marina Abramovic 1980-1985 18 aprile – 8 giugno 1986
- Camp fire. Hamish Fulton 18 aprile – 8 giugno 1986
- Lucio Fontana. La cultura dell'occhio 20 giugno – 28 settembre 1986
- Markus Lüpertz, Giulio Paolini: figure, colonne, finestre 19 dicembre 1986 – 29 marzo 1987
- Ouverture II. Sul Museo maggio 1987* Carl Andre. Sculture 22 maggio – 6 settembre 1987
- Karel Appel. Dipinti, sculture e collages 9 ottobre – 29 novembre 1987
- Standing Sculpture 17 dicembre 1987 – 30 aprile 1988
- Donald Judd, Richard Paul Lohse, Klaus Mettig 4 giugno – 30 settembre 1988
- Joan Mirò. Viaggio delle figure 4 giugno – 18 settembre 1988
- Jannis Kounellis 28 ottobre 1988 – 12 febbraio 1989
- Alberto Giacometti 6 dicembre 1988 – 26 febbraio 1989
- James Lee Byars. The Palace of Good Luck 12 aprile – 11 giugno 1989
- Piano Nobile. Giuseppe Capogrossi, Enrico Castellani, Lucio Fontana, Francesco Lo Savio, Piero Manzoni, Mimmo Rotella, Emilio Vedova aprile – settembre 1989
- Luciano Fabro 28 giugno – 17 settembre 1989
- Domenico Bianchi, Alan Charlton, Günther Förg, Barbara Kruger, Toon Verhoef 6 ottobre – 3 dicembre 1989
- Arnulf Rainer 15 febbraio – 29 aprile 1990
- Mario Merz. Terra elevata o la storia del disegno 15 maggio – 23 settembre 1990
- Capolavori su carta. Opere espressioniste dal Museum Ludwig di Colonia: la collezione Josef Haubrich 21 settembre – 2 dicembre 1990
- Arte & Arte. Dara Birnbaum, Rebecca Horn, Sol LeWitt, Michelangelo Pistoletto, Alberto Savinio, Cindy Sherman, Ettore Spalletti 15 febbraio – 31 maggio 1991
- Letteratura Artistica: Documenti del Novecento in Italia 5 aprile – 31 maggio 1991
- Anteprima 1: Giulio Paolini 4 maggio – 30 giugno 1991
- Sguardo di Medusa. Jean-Marc Bustamante, Clegg  & Guttmann, Peter Fischli/David Weiss, Günther Förg, Andreas Gursky, Thomas Ruff, Andres Serrano, Laurie Simmons, Thomas Struth, Jeff Wall 5 luglio – 27 settembre 1991
- Burri. Cellotex 91 2 ottobre – 27 settembre 1991
- Giuseppe Penone 15 novembre 1991 – 9 febbraio 1992
- Nuove acquisizioni: Carla Accardi, Pier Paolo Calzolari, Richard Long, Fausto Melotti 11 dicembre 1991
- Anteprima 2: Wim Delvoye 12 dicembre 1991 – 26 gennaio 1992
- Piero Manzoni 6 febbraio – 3 maggio 1992
- Anteprima 3: Marco Bagnoli 27 marzo – 31 maggio 1992
- Jan Vercruysse. Tombeaux (Stanza) 27 marzo – 31 maggio 1992
- Post Human 2 ottobre – 22 novembre 1992
- Anteprima 4: Guillaume Bijl 2 ottobre  – 22 novembre 1992
- Mario Giacomelli 2 ottobre – 29 novembre 1992
- Anteprima 5: Annette Lemieux 10 dicembre 1992 – 10 gennaio 1993
- Un'avventura internazionale. Torino e le arti 1950 – 1970 5 febbraio – 25 aprile 1993
- Da Brancusi a Boltanski. Fotografie d'artista 1920 – 1940 1 ottobre – 28 novembre 1993
- Enzo Cucchi 1 ottobre – 31 dicembre 1993
- Keith Haring 3 febbraio – 30 aprile 1994
- Gabetti e Isola. Architetture 10 marzo – 24 aprile 1994
- Carla Accardi 24 giugno – 28 agosto 1994
- Soggetto Soggetto. Una nuova relazione nell'arte oggi 24 giugno – 28 agosto 1994
- Pier Paolo Calzolari 23 settembre – 20 novembre 1994
- Helmut Newton 23 settembre – 27 novembre 1994
- L'Orizzonte. Da Chagall a Picasso, da Pollock a Cragg. Capolavori della Collezione dello Stedelijk Museum di Amsterdam 18 dicembre 1994 – 23 aprile 1995
- Joel-Peter Witkin 5 giugno – 17 settembre 1995
- Marlene Dumas / Francis Bacon 5 giugno – 1 ottobre 1995
- Haim Steinbach 27 ottobre – 31 dicembre 1995
- Max Neuhaus. Evocare l'udibile 27 ottobre – 31 dicembre 1995
- Collezionismo a Torino 15 febbraio – 21 aprile 1996
- Collezioni di Francia 15 febbraio – 21 aprile 1996
- Max Ernst – Sculture 16 maggio – 15 settembre 1996
- Il logos del corpo vivente. Quattordici artiste tedesche 16 maggio – 15 settembre 1996
- Bertrand Lavier 17 ottobre 1996 – 12 gennaio 1997
- Collaborations: Warhol-Basquiat-Clemente 17 ottobre 1996 – 19 gennaio 1997
- On Kawara 20 febbraio – 20 aprile 1997
- Sipario. Balla, De Chirico, Savinio, Picasso, Paolini, Cucchi 20 febbraio – 25 maggio 1997
- Andy Warhol. Dipinti per bambini 20 febbraio – 29 giugno 1997
- Pittura italiana da Collezioni italiane. Alighiero&Boetti, Anselmo, Arienti, Burri, Clemente, De Maria, Griffa, Lo Savio, Marisaldi, Merz, Pisani, Toderi 5 giugno – 21 settembre 1997
- Anton Corbijn 5 giugno – 28 settembre 1997
- Maurizio Cattelan. Tre installazioni per il Castello 25 settembre 1997 - 18 gennaio 1998
- Arte Americana 1975-1995 dal Whitney Museum of American Art. Identità multiple 20 ottobre 1997 – 18 gennaio 1998
- Carla Accardi. Installazione per i bambini 4 febbraio – 3 maggio 1998
- Martin Kippenberger. Respektive 1997-1976 10 febbraio – 13 aprile 1998
- Sunshine & Noir. Arte a Los Angeles 1960-1997 8 maggio – 23 agosto 1998
- Grazia Toderi 17 ottobre – 20 dicembre 1998
- Emilio Vedova 17 ottobre 1998 – 17 gennaio 1999
- Enrica Borghi. La Regina, installazione per i bambini 21 dicembre 1998 – 30 maggio 1999
- Nuovo allestimento della Collezione permanente 24 marzo 1999
- Mona Hatoum 24 marzo – 23 maggio 1999
- Olafur Eliasson. Un progetto per il Castello 24 marzo – 23 maggio 1999
- Helmut Newton per la Manica Lunga 24 marzo – 30 maggio 1999
- Giulio Paolini. Padiglione dell'Aurora 6 maggio 1999
- Andreas Gursky. Fotografie 1994-1998 4 giugno – 12 settembre 1999
- Alessandra Tesi. Un progetto per il Castello 4 giugno – 12 settembre 1999
- David Salle 1 ottobre – 12 dicembre 1999
- Elizabeth Peyton. Un progetto per il Castello 1 ottobre 1999 – 16 gennaio 2000
- Quotidiana. Immagini della vita di ogni giorno nell’arte del XX secolo 5 febbraio – 21 maggio 2000
- Hannah Starkey. Un progetto per il Castello 5 febbraio – 21 maggio 2000
- Roni Horn 21 aprile – 18 giugno 2000
- Paola Pivi 1 aprile – 18 giugno 2000
- Merce Cunningham 29 giugno – 10 settembre 2000
- Mirror’s Edge. Il bordo dello specchio 5 ottobre 2000 – 14 gennaio 2001
- Franz Ackermann B.I.T. (Back in Town) 5 ottobre 2000 – 14 gennaio 2001
- Nuclei abitativi. Segno Arte – Archivio on Line di Michelangelo Pistoletto 18 novembre 2000 – 5 febbraio 2001
- Arte povera in Collezione 6 dicembre 2000 – 2 dicembre 2001
- Armando Testa 21 febbraio – 13 maggio 2001
- Stefano Arienti. Il tempo considerato come una spirale di pietre semipreziose 21 febbraio – 10 giugno 2001
- Musei per un nuovo millennio. Idee Progetti Edifici 30 maggio – 26 agosto 2001
- Keiichi Tahara. Piemonte. Una definizione fotografica 30 maggio – 26 agosto 2001
- Teresita Fernández 30 maggio - 16 settembre 2001
- Anna Gaskell  17 ottobre 2001 – 13 gennaio 2002
- Form Follows Fiction. Forma e finzione nell'arte di oggi 17 ottobre 2001 – 27 gennaio 2002
- Shirin Neshat 30 gennaio – 5 maggio 2002
- Francesco Vezzoli 30 gennaio – 5 maggio 2002
- Wolfgang Tillmans 20 febbraio – 5 maggio 2002
- Arte in video 30 aprile – 2 giugno 2002
- The Rock Furniture 22 maggio – 1 settembre 2002
- Bruna Esposito 22 maggio – 1 settembre 2002
- Raymond Depardon. Piemonte. Una definizione fotografica 22 maggio – 1 settembre 2002
- Francis Alÿs. Matrix 2 22 maggio – 1 settembre 2002
- Nan Goldin. Il giardino del diavolo 23 ottobre 2002 – 12 gennaio 2003
- Thomas Demand 23 ottobre 2002 – 26 gennaio 2003
- Transavanguardia 13 novembre 2002 – 23 marzo 2003
- I Moderni / The Moderns 16 aprile – 3 agosto 2003
- Arata Isozaki: Electric Labyrinth 16 aprile – 24 agosto 2003
- Alessandra Tesi 21 maggio – 29 giugno 2003
- Janet Cardiff: le opere e le collaborazioni con George Bures-Miller 21 maggio – 31 agosto 2003
- Vanessa Beecroft 8 ottobre 2003 – 25 gennaio 2004
- Nel paese della pubblicità 5 novembre 2003 – 29 febbraio 2004
- William Kentridge 10 gennaio – 29 febbraio 2004
- Pierre Huyghe 21 aprile – 18 luglio 2004
- Schermo delle mie brame. Come la pubblicità ha cambiato la vita degli italiani (1954 -2004) 7 luglio – 12 settembre 2004
- Franz Kline (1910-1962) 20 ottobre 2004 – 30 gennaio 2005
- Mario Merz 12 gennaio – 27 marzo 2005
- Nuove generazioni. Candice Breitz. Mother + Father (Madre + Padre) 16 febbraio – 24 aprile 2005
- Volti nella folla. Immagini della vita moderna da Manet a oggi 6 aprile – 10 luglio 2005
- Nuove generazioni. Yang Fudong 2 giugno – 24 luglio 2005
- Dall'occhio elettronico. Opere della collezione video del Castello di Rivoli Museo d’Arte Contemporanea 21 settembre – 16 ottobre 2005
- T1. La sindrome di Pantagruel / The Pantagruel Syndrome 11 novembre 2005 – 19 marzo 2006
- Concetto, Corpo e Sogno. Lawrence Weiner, Susan Hiller, Dan Graham, Joseph Kosuth, Joan Jonas 28 marzo – 30 luglio 2006
- Libri, Books, Bücher 29 aprile – 30 luglio 2006
- Carlo Mollino. Arabeschi 20 settembre 2006 – 7 gennaio 2007
- Claes Oldenburg Coosje van Bruggen. Scultura per caso /  Sculpture by the Way 25 ottobre 2006 – 25 febbraio 2007
- La Fabbrica Comunica. Cento anni d’industria torinese 15 novembre 2006 – 28 gennaio 2007
- Manifesti, passioni e sentimenti. 60 anni di pubblicità e propaganda nella collezione di manifesti Dino Villani - Sipra 8 marzo – 29 aprile 2007
- Dalla terra alla luna: metafore di viaggio 4 aprile - 26 agosto 2007
- Una rosa non ha denti: Bruce Nauman negli anni Sessanta / A Rose Has No Teeth: Bruce Nauman in the 60s 23 maggio – 9 settembre 2007
- Gilbert & George. La grande mostra / Major Exhibition 17 ottobre 2007 – 13 gennaio 2008
- Dipingere la vita moderna / The Painting of Modern Life 6 febbraio – 4 maggio 2008
- Una stanza tutta per sé / A Room of One’s Own 2 aprile 2008 – 18 gennaio 2009
- Roberto Cuoghi. Šuillakku  6 maggio – 27 luglio / 2 - 28 settembre 2008
- Per una collezione di fotografia. Acquisizioni per la GAM dal Progetto Arte Moderna e Contemporanea CRT 10 giugno – 31 agosto 2008
- T2 - 50 Lune di Saturno / 50 Moons of Saturnm6 novembre 2008 – 1 febbraio 2009
- Thomas Ruff 18 marzo – 21 giugno 2009
- Che fare? / What is to be done?*Ana Prvacki, Nedko Solakov, Massimo Grimaldi, Mark Leckey, Dan Perjovschi  3 aprile – 21 giugno 2009
- Gianni Colombo 16 settembre 2009 – 5 aprile 2010
- tutto è connesso. ricerche e approfondimenti nell’arte dell'ultimo decennio attraverso la collezione 8 giugno 2010 – 9 gennaio 2011
- Coinvolgimenti. Vito Acconci “Film=Landscape, Video=Close-Up” 8 giugno – 26 settembre 2010
- Exhibition, Exhibition21 settembre 2010 – 9 gennaio 2011
- Philippe Parreno. From November 5 Until They Fall Down 5 novembre 2010
- John McCracken 22 febbraio – 19 giugno 2011
- Andro Wekua. A Neon Shadow 3 maggio – 4 settembre 2011
- Tutto è connesso 2 24 maggio – 18 settembre 2011
- Robin Rhode. Paries Pictus 20 settembre 2011
- Arte Povera International 9 ottobre 2011 – 19 febbraio 2012
- Le Scatole Viventi / The Living Boxes 9 ottobre 2011 – 29 aprile 2012
- Russian Cosmos 17 dicembre 2011 – 26 febbraio 2012
- Thomas Schütte. Frauen 22 maggio – 23 settembre 2012
- Oltre il muro / Beyond The Wall 15 giugno 2012
- La storia che non ho vissuto (testimone indiretto) 16 settembre – 18 novembre 2012
- Paola Pivi. Tulkus 1880 to 2018 9 novembre 2012 - 6 gennaio 2013
- Ana Mendieta. She Got Love 29 gennaio – 16 giugno 2013
- Disobedience Archive (The Republic) 23 aprile – 30 giugno 2013
- Marinella Senatore. Costruire Comunità 6 ottobre 2013 – 2 febbraio 2014
- One Torino. Illy Present Future Award Exhibition
- Naufus Ramírez-Figueroa – Vanessa Safavi – Santo Tolone 7 novembre 2013 – 12 gennaio 2014
- Jan Dibbets. Un’altra fotografia / Another Photography 9 aprile – 13 luglio 2014
- Ritratto dell’artista da giovane 10 giugno – 21 settembre 2014
- Percorsi n._1. Gli italiani visti dalla televisione. Da Lascia o raddoppia? a Carosello 2 luglio – 16 novembre 2014
- Sophie Calle. MAdRE 11 ottobre 2014 – 15 marzo 2015
- Intenzione manifesta. Il disegno in tutte le sue forme 11 ottobre 2014 – 25 gennaio 2015
- Illy Present Future Prize 2013 Exhibition
- Caroline Achaintre & Fatma Bucak  6 novembre 2014 – 11 gennaio 2015
- Tuttovero. La nostra città la nostra arte Torino 2015 25 aprile – 8 novembre 2015
- Videocontaminazioni. Fiction / Reality 29 maggio – 2 agosto 2015
- Andrea Bruno. Progettare l’esistente 26 giugno – 11 ottobre 2015
- Uriel Orlow. Made / Unmade 26 giugno – 11 ottobre 2015
- L'albero della cuccagna. Nutrimenti dell’arte. Lara Favarett 10 ottobre 2015 – 10 gennaio 2016
- Francesco Jodice. American Recordings 17 ottobre 2015 – 24 gennaio 2016
- Paloma Varga Weisz. Root of a Dream 27 ottobre 2015 – 24 gennaio 2016
- Illy Present Future Prize 2014 Exhibition*Rachel Rose  6 novembre 2015 – 10 gennaio 2016
- Giovanni Anselmo. Mentre la mano indica, la luce focalizza, nella gravitazione universale si interferisce, la terra si orienta, le stelle si avvicinano di una spanna in più… 6 aprile – 25 settembre 2016
- Ed Atkins 27 settembre 2016 – 29 gennaio 2017
- Wael Shawky 3 novembre 2016 – 5 febbraio 2017
- Illy Present Future Prize 2015 Exhibition
- Alina Chaiderov 4 novembre 2016 – 5 marzo 2017
- L’emozione dei COLORI nell’arte In collaborazione con la GAM-Torino 14 marzo – 23 luglio 2017
- Un taglio contemporaneo. Capolavori dalla Collezione permanente 25 luglio – 31 dicembre 2017
- Anna Boghiguian 19 settembre – 7 gennaio 2018
- Gilberto Zorio 2 novembre 2017 – 6 marzo 2018
- Illy Present Future Prize 2016 Exhibition
- Cécile B. Evans 3 novembre 2017 – 7 gennaio 2018
- Metamorfosi – Lasciate che tutto vi accada 6 marzo – 2 settembre 2018
- Giorgio de Chirico. Capolavori dalla Collezione di Francesco Federico Cerruti 6 marzo 2018 – 4 novembre 2018
- Nalini Malani: La rivolta dei morti. Retrospettiva 1969-2018. Parte II 18 settembre 2018 – 17 gennaio 2019
- Ottobre 1968. “arte povera più azioni povere” agli Arsenali di Amalfi 13 ottobre 2018 – 31 marzo 2019
- Hito Steyerl. The City of Broken Windows / La città delle finestre rotte 1 novembre 2018 – 1 settembre 2019
- Cally Spooner. Everything Might Spill. Premio illy Present Future 2017 3 novembre 2018 – 6 gennaio 2019
- Andy Warhol. Due capolavori dalla Collezione di Francesco Federico Cerruti 22 gennaio – 22 aprile 2019
- Cuore di tenebra – Castello di [] OGR – Officine Grandi Riparazioni, Torino 1 febbraio – 19 maggio 2019
- Harald Szeemann: Museum of Obsessions / museo delle ossessioni 26 febbraio – 26 maggio 2019
- Anri Sala AS YOU GO 26 febbraio – 23 giugno 2019
- The Piedmont Pavilion  COMBO, Venezia 8 maggio 2019 – 20 luglio 2019
- Da parte degli artisti: dalla casa al museo, dal museo alla casa. Omaggi alle opere della Collezione Cerruti. Capitolo 1  11 maggio 2019 – 5 gennaio 2020
- Dall’argilla all’algoritmo. Arte e tecnologia. Dalle Collezioni di Intesa Sanpaolo e del Castello di Rivoli Museo d’Arte Contemporanea Gallerie d’Italia, Milano 31 maggio – 8 settembre 2019
- Da parte degli artisti: dalla casa al museo, dal museo alla casa. Omaggi alle opere della Collezione Cerruti. Capitolo 2 8 luglio 2019 – 5 gennaio 2020
- Aria, Fiori, Sale. Opere dalle Collezioni del Castello di Rivoli Museo d’Arte Contemporanea 8 luglio – 26 ottobre 2019
- D'après Leonardo 9 luglio 2019 – 5 gennaio 2020
- Yuri Ancarani. Le radici della violenza 8 luglio – 10 novembre 2019
- For an Imaginist Renewal of the World. Pellizza da Volpedo (Taner Ceylan), Pinot Gallizio (with Constant, Giorgio Gallizio, Asger Jorn, Jan Kotik and Piero Simondo), Piero Simondo, Mario Merz Chiesa di San Domenico, Alba (CN) 23 settembre – 10 novembre 2019
- CRRI / The Dena Archives 8 ottobre 2019 – 20 febbraio 2020
- Michael Rakowitz. Legatura imperfetta 8 ottobre 2019 – 19 gennaio 2020
- Marinella Senatore. The School of Narrative Dance, Johannesburg Una mostra e una parata The Centre for the Less Good Idea, Johannesburg 10-27 ottobre 2019
- Giuseppe Penone: Incidenze del vuoto Complesso Monumentale di San Francesco, Cuneo Castello di Rivoli Museo d’Arte Contemporanea, Rivoli-Torino 2 ottobre 2019 – 2 febbraio 2020
- Da parte degli artisti: dalla casa al museo, dal museo alla casa Omaggi alle opere della Collezione Cerruti. Capitolo 3 – Elisa Sighicelli, Lumenombra Lumenicta, 2019 1 ottobre 2019 – 19 gennaio 2020
- Claudia Comte. Come crescere e avere sempre la stessa forma 31 ottobre 2019 – 12 luglio 2020
- Premio Illy 2018 – Pedro Neves Marques in collaborazione con HAUT. Becoming Male in the Middle Ages 1 novembre 2019 – 23 febbraio 2020
- Giorgio Morandi. Capolavori dalla Collezione di Francesco Federico Cerruti 25 febbraio – 30 agosto 2020
- James Richards. Alms for the Birds 25 febbraio – 30 agosto 2020
- Renato Leotta. Sole 25 febbraio – 30 agosto 2020
- Di fronte al collezionista. La collezione di Uli Sigg di arte contemporanea cinese 25 febbraio – 30 agosto 2020
- Renato Leotta. Sole 25 febbraio – 27 settembre 2020
- James Richards, Alms for the Birds (Elemosina per uccelli), Da parte degli artisti: dalla casa al museo, dal museo alla casa Omaggi alle opere della Collezione Cerruti. Capitolo 4     25 febbraio-18 ottobre 2020
- aaajiao. Deep Simulator – Premio illy Present Future 2019 5 novembre 2019- 24 gennaio 2022
- William Kentridge. Respirare (Allestita presso la Chiesa di San Domenico ad Alba) 20 settembre 2020-11 aprile 2021
- Giulio Paolini. Le Chef-d’oeuvre inconnu   15 ottobre 2020-16 maggio 2021
- Dallo studio di William Kentridge – CRRI 14 febbraio 2021-16 maggio 2021
- E LUCE FU. Giacomo Balla, Lucio Fontana, Olafur Eliasson, Renato Leotta  23 ottobre 2020-23 giugno 2021
- Claudia Comte. Come crescere e avere sempre la stessa forma  31 ottobre 2019 - 20 giugno 2021
- ESPRESSIONI  La Risalita / The Escalator: Patrizio Di Massimo, Il ciclo de La Risalita  24 giugno – 26 settembre 2021
- Anne Imhof. SEX 4 novembre 2020- 7 novembre 2021
- Espressioni. La proposizione  4 novembre 2020- 24 gennaio 2022
- Agnieszka Kurant. Crowd Crystal  4 novembre 2021 – 27 febbraio 2022
- Pittura in persona. La nuova Collezione della Fondazione CRC  6 novembre 2021- 7 marzo 2022 ( allestita presso il Complesso Monumentale di San Francesco a Cuneo)
- A.B.O. THEATRON. L’Arte o la Vita  25 giugno 2021-26 giugno 2022
- Otobong Nkanga. Corde che si arricciano attorno alle montagne 24 settembre 2021-3 luglio 2022
- Beeple. Human One 7 aprile 2022-27 novembre 2022
- Richard Bell  7 aprile 2022- 27 febbraio 2023
- Susan Philipsz: Un canto una parte A CIELO APERTO 2022  dal 26 giugno 2022-  (allestita a Mondovì presso il Museo Civico della Stampa)
- Olafur Eliasson: Orizzonti tremanti 3 novembre 2022-26 marzo 2023
- Artisti in guerra 15 marzo –19 novembre 2023
- Renato Leotta. CONCERTINO per il mare 23 settembre 2023 – 28 gennaio 2024
- Sensing Painting. Opere dalla Collezione d’arte della Fondazione CRC  27 ottobre 2023 – 28 gennaio 2024
- Michelangelo Pistoletto. Molti di uno 2 novembre 2023 –25 febbraio 2024

## Residenza Sabauda
Il Castello di Rivoli fa parte del sito seriale delle Residenze Sabaude , Patrimonio Mondiale dell’Umanità dell’UNESCO  Archiviato il 6 dicembre 2022 in Internet Archive.

### Villa Cerruti
La Collezione Cerruti è il terzo polo del Museo, inaugurata a maggio 2019 una collezione privata di altissimo pregio che include quasi trecento opere scultoree e pittoriche che spaziano dal medioevo al contemporaneo, con libri antichi, legature e più di trecento mobili e arredi tra i quali tappeti e scrittoi di celebri ebanisti. Capolavori che vanno dalle opere di Bernardo Daddi, Pontormo e Ribera a quelle di Renoir, Modigliani, Kandinskij, Klee, Boccioni, Balla e Magritte, per arrivare a Bacon, Burri, Warhol, De Dominicis e Paolini.
La collezione, iniziata a metà degli anni Sessanta, è il frutto della vita discreta e riservata di Francesco Federico Cerruti (Genova, 1922 – Torino, 2015), imprenditore e collezionista scomparso nel 2015 all’età di 93 anni.
Il Castello di Rivoli Museo d'Arte Contemporanea, grazie a un accordo firmato nel luglio 2017 con la Fondazione Francesco Federico Cerruti, è il primo museo d’arte contemporanea al mondo a includere, nelle sue collezioni, una raccolta enciclopedica del passato. L’intenzione è di creare un modello nuovo di museo in cui l’arte del passato è osservata da prospettive contemporanee innescando un dialogo unico tra collezioni, artisti d’oggi e i capolavori del passato.

## La Biblioteca e il Centro di ricerca
La Biblioteca del Castello di Rivoli e il CRRI si trovano nella seicentesca Manica Lunga . La Biblioteca ,aperta al pubblico nel 1999 forte di un primo nucleo di pubblicazioni raccolte nel 1984, anno di apertura del Museo d'Arte Contemporanea. Con il passare degli anni le raccolte della biblioteca sono state incrementate grazie ad acquisti, donazioni di privati e di artisti e grazie allo scambio di pubblicazioni con i più importanti musei, gallerie, biblioteche e fondazioni d’arte italiani e stranieri. Ad oggi è una delle più importanti biblioteche d'arte contemporanea d'Italia, disponendo di un patrimonio librario di circa 47.000 unità bibliografiche, nelle sezioni : arte contemporanea, fotografia, architettura, design e pubblicità dal 1960 ai giorni nostri oltre che 300 testate di periodici di cui 50 in abbonamento.
Dal 2009 la Biblioteca del Castello di Rivoli fa parte del Coordinamento delle Biblioteche Speciali e Specialistiche di Torino 
Il Centro di Ricerca Castello di Rivoli (CRRI) è un dipartimento nato nel 2017 ed estende il servizio della Biblioteca. Dedicato alla ricerca, raccolta e valorizzazione dei materiali d’archivio di artisti, curatori, critici, galleristi e collezionisti italiani attivi in particolare tra gli anni Sessanta e i giorni nostri ampliando la vocazione scientifica e la sua natura d’istituzione culturale per lo studio, la ricerca e la produzione culturale del Castello di Rivoli Museo d'Arte Contemporanea.
Gli archivi raccolti dal CRRI sono interpretati secondo un doppio registro di intervento. Da un lato diventano materiale di studio e ricerca da parte di studiosi italiani e internazionali, invitati attraverso apposite partnership istituzionali e/o l’elargizione di borse di studio (Visiting Scholar, Visiting Artists, etc). Dall’altro diventano materia viva, aperta al dialogo creativo e interdisciplinare con artisti, scrittori, registi, grafici e curatori.
Il CRRI organizza workshop, tavole rotonde e giornate di studio, idea mostre temporanee,  pubblicazione di libri, cataloghi e video documentari, oltre alla produzione di opere d’arte che abbiano il loro punto di origine nei materiali d’archivio raccolti.

## Il Museo della Pubblicità
Si tratta di una particolare sezione del Museo nata nel 2002 grazie all'acquisizione delle raccolte RAI Sipra con il contributo della Regione Piemonte. Al suo interno sono state raccolte nel tempo circa 30 000 unità suddivise in spot televisivi, affissioni e pubblicità stampate dagli anni '50 ad oggi.
Al suo interno sono conservati diversi spot cinematografici tra cui la collezione intera dei film pubblicitari premiati ai Festival Internazionali di Cannes e Venezia dal 1954.

## Presidenti
- Giovanni Ferrero: 1984 – 1987
- Antonio Maria Marocco: 1987 – 1988
- Marco Rivetti: 1988 – 1994
- Clara Palmas: 1994 – 1999
- Cesare Annibaldi: 1999 - 2009
- Giovanni Minoli: 2009 - 2015
- Daniela Formento: 2015 – 2017
- Alberto Tazzetti: 2017 (1º luglio) - 2019
- Fiorenzo Alfieri: 2019 (dal 28 marzo) – 13.12.2020
- Francesca Lavazza: 2021 (dal 31 marzo)

## Direttori
- Rudolf Hermann (Rudi) Fuchs, dal 1984 al 1990
- Ida Gianelli, dal 1990 al 2008
- Carolyn Christov-Bakargiev, 2009
- Andrea Bellini e Beatrice Merz, 2009 - 2012
- Beatrice Merz, 2012 - 2014
- Carolyn Christov-Bakargiev, 2016 - 2023
- Francesco Manacorda, 2023 - in carica